# ウルトラマンフェスティバル ライブステージ ソングコレクション 2009-2019
『ウルトラマンフェスティバル ライブステージ ソングコレクション 2009-2019』は、2019年7月19日に発売された1989年から開催されているウルトラマンを題材にしたイベント「ウルトラマンフェスティバル」のライブステージソングを集めた音楽アルバムである。発売元は円谷プロダクション。

## 概要
ウルトラ戦士と怪獣たちが、舞台上を所狭しと迫力のバトルを繰り広げる、ウルトラマンフェスティバルのメインコンテンツである
ウルトラライブステージで使用されてきた楽曲。
歴代のウルトラシリーズ作品の主題歌や劇伴が使用されてきたが、近年は書き下ろされたオリジナル音楽が多く、
ファンの要望も高くリリースされる運びとなった。2009年から2019年まで制作された楽曲が全て収録されている。また、本作品の発売を記念して池袋サンシャインシティ文化会館にて歌唱アーティストによるライブが開催された。
当時は限定販売だったが、2020年8月21日に一般販売も開始された。

## 収録曲
1. POWER OF VOICE[4:26]
歌：ボイジャー
作詞：金光大輔/原文雄、作曲・編曲：原文雄
2. OVER THE HORIZON[3:57]
歌：ボイジャー
作詞：金光大輔、作曲・編曲：ハマサキユウジ
3. フュージョンライズ！[4:01]
歌：ボイジャー
作詞：金光大輔、作曲・編曲：ハマサキユウジ
4. ShOUT![3:57]
歌：Yocke
作詞：足木淳一郎、作曲・編曲：Yocke
5. 君と僕の明日へ[5:06]
歌：上田和寛（TANEBI）
作詞：真鍋ひでたか、作曲：真鍋ひでたか、編曲：真鍋ひでたか/中沢昭宏（WEEAST）
6. 暗黒の宴[2:17]
歌：マグマ星人マルバ（CV:関智一）
作詞：真鍋ひでたか/足木淳一郎、作曲/編曲：真鍋ひでたか/中沢昭宏（WEEAST）
7. ヒカリニナレ[3:52]
歌：ソラ（CV:潘めぐみ）
作詞：真鍋ひでたか/足木淳一郎、作曲：真鍋ひでたか、編曲：真鍋ひでたか/中沢昭宏/吹野クワガタ
8. Red Closer[4:35]
歌：MIKOTO
作詞：金光大輔、作曲・編曲：ハマサキユウジ
9. Blue Spinning[4:35]
歌：海弓シュリ
作詞：金光大輔、作曲・編曲：ハマサキユウジ
10. Ready To Beat[4:36]
歌：MIKOTO／海弓シュリ
作詞：金光大輔、作曲・編曲：ハマサキユウジ
11. たいせつなたからもの[3:42]
歌：瀬下千晶（ボイジャー）
作詞：真鍋ひでたか/金光大輔、作曲・編曲：真鍋ひでたか/吹野クワガタ/中沢昭宏
12. みんな大好きなウルトラマン[4:12]
歌：ボイジャー
作詞：田靡秀樹、作曲：原文雄/田靡秀樹、編曲：原文雄